# Parutyne
Parutyne (ukrainisch Парутине;  russisch Парутино Parutino) ist ein Dorf im Süden der ukrainischen Oblast Mykolajiw mit etwa 2000 Einwohnern (2004).

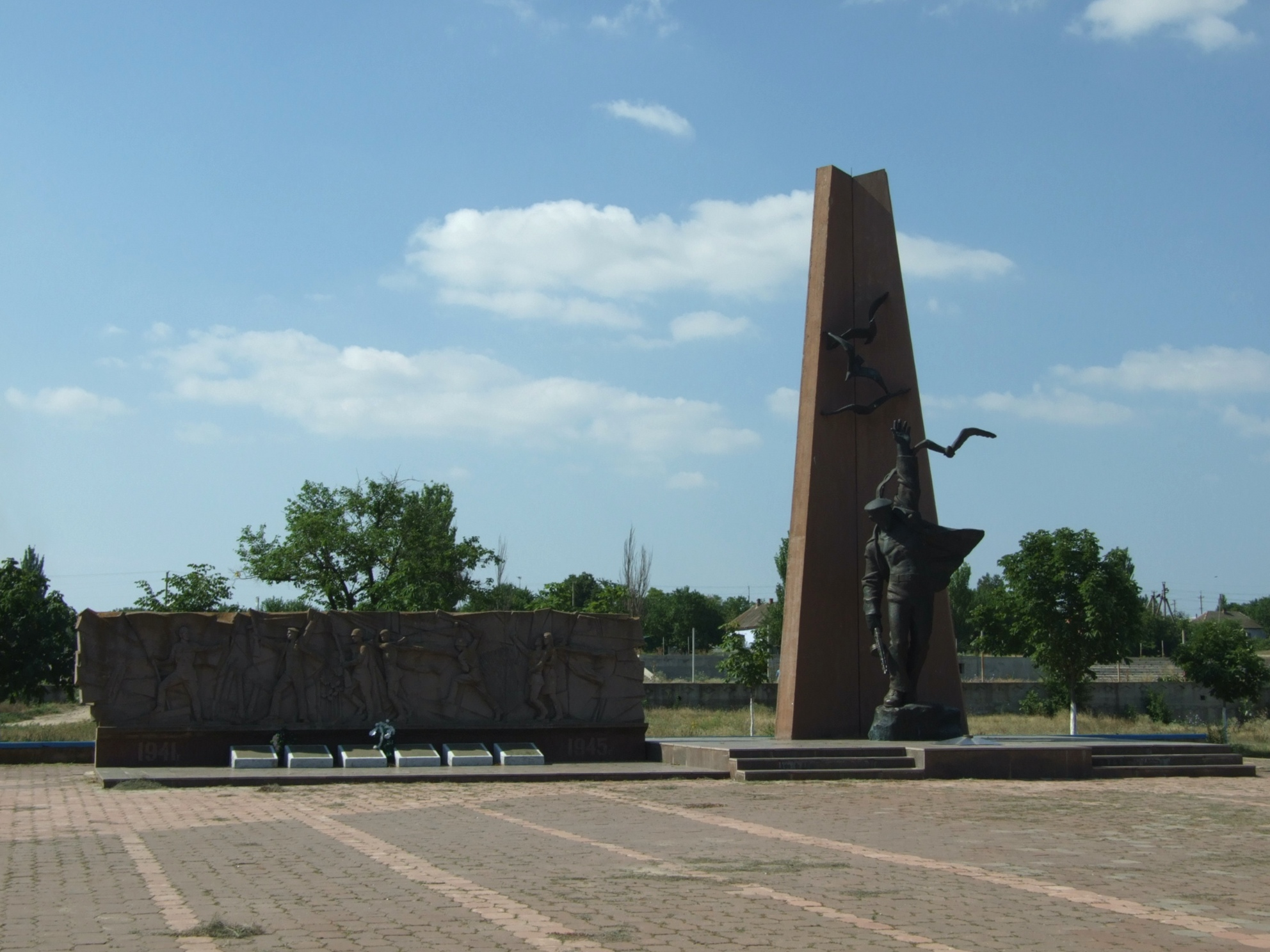
Denkmal im Ort

Das Dorf wurde 1811 gegründet trug früher den Namen Iljinske (Ільїнське).
Parutyne liegt am Dnepr-Bug-Liman, der Mündung des Südlichen Bugs und des Dnepr ins Schwarze Meer.
Die Oblasthauptstadt Mykolajiw liegt 42 km nördlich und das ehemalige Rajonzentrum Otschakiw liegt 33 km südwestlich von Parutyne. Durch das Dorf verläuft die Territorialstraße T–15–07. Südlich des Dorfes liegt die antike Stadt Olbia.
Am 14. September 2016 wurde das Dorf ein Teil der neugegründeten Landgemeinde Kuzurub, bis dahin bildete es zusammen mit den Dörfern Katalyne (Каталине) und Prybuske (Прибузьке) die gleichnamige Landratsgemeinde Parutyne (Парутинська сільська рада/Parutynska silska rada) im Südosten des Rajons Otschakiw.
Am 17. Juli 2020 kam es im Zuge einer großen Rajonsreform zum Anschluss des Rajonsgebietes an den Rajon Mykolajiw.